# Szermierka na Letnich Igrzyskach Olimpijskich 1904 – floret drużynowo mężczyzn
Floret drużynowo mężczyzn był jedną z konkurencji szermierczych na Letnich Igrzyskach Olimpijskich 1904. Zawody odbyły się 7 września.

## Wyniki

### Finał
Każdy zawodnik stoczył trzy walki z każdym zawodnikiem z drużyny przeciwnej.
| Finał |                                                                      |       |       |
| 1     | Drużyna mieszana · Ramón Fonst · Albertson Van Zo Post · Manuel Díaz | 1 (7) | 0 (2) |
| 2     | Stany Zjednoczone · Charles Tatham · Fitzhugh Townsend · Arthur Fox  | 0 (2) | 1 (7) |